# Upeneus
Il genere Upeneus Cuvier, 1829 comprende 34 specie di pesci d'acqua salata appartenenti alla famiglia Mullidae, e conosciuti in italiano come triglie tropicali.

## Distribuzione e habitat
Queste specie sono diffuse nelle acque dell'Oceano Indo-Pacifico.

## Tassonomia
- Upeneus asymmetricus Lachner, 1954
- Upeneus australiae Kim & Nakaya, 2002
- Upeneus davidaromi Golani, 2001
- Upeneus doriae (Günther, 1869)
- Upeneus filifer (Ogilby, 1910)
- Upeneus francisi Randall & Guézé, 1992
- Upeneus guttatus (Day, 1868)
- Upeneus heemstra Uiblein & Gouws, 2014
- Upeneus indicus Uiblein & Heemstra, 2010
- Upeneus itoui Yamashita, Golani & Motomura, 2011
- Upeneus japonicus (Houttuyn, 1782)
- Upeneus luzonius Jordan & Seale, 1907
- Upeneus margarethae Uiblein & Heemstra, 2010
- Upeneus mascareinsis Fourmanoir & Guézé, 1967
- Upeneus moluccensis (Bleeker, 1855)
- Upeneus mouthami Randall & Kulbicki, 2006
- Upeneus niebuhri Guézé, 1976
- Upeneus oligospilus Lachner, 1954
- Upeneus parvus Poey, 1852
- Upeneus pori Ben-Tuvia & Golani, 1989
- Upeneus quadrilineatus Cheng & Wang, 1963
- Upeneus randalli Uiblein & Heemstra, 2011
- Upeneus seychellensis Uiblein & Heemstra, 2011
- Upeneus stenopsis Uiblein & McGrouther, 2012
- Upeneus suahelicus Uiblein & Heemstra, 2010
- Upeneus subvittatus (Temminck & Schlegel, 1843)
- Upeneus sulphureus Cuvier, 1829
- Upeneus sundaicus (Bleeker, 1855)
- Upeneus supravittatus Uiblein & Heemstra, 2010
- Upeneus taeniopterus Cuvier, 1829
- Upeneus tragula Richardson, 1846
- Upeneus vanuatu Uiblein & Causse, 2013
- Upeneus vittatus (Forsskål, 1775)
- Upeneus xanthogrammus Gilbert, 1892